# درایور (نرم‌افزار)
درایور (به انگلیسی: Driver) در نرم‌افزار یک رابط برنامه‌نویسی برای کنترل و مدیریت رابط مشخص سطح پایین‌تر که اغلب به یک نوع خاص از سخت‌افزار یا سایر سرویس‌های سطح پایین مرتبط است، ارائه می‌دهد. در مورد سخت‌افزار، زیر مجموعه مشخص درایورهایی که دستگاه‌های سخت‌افزاری فیزیکی یا مجازی را کنترل می‌کنند به عنوان درایور دستگاه شناخته می‌شوند.